# Copa Sevilla
La Copa Sevilla è un torneo professionistico di tennis giocato sulla terra gialla che si disputa annualmente al Real Club de Tenis Betis di Siviglia, Spagna, dal 1962. Inaugurato come torneo nazionale, entra poi a far parte dei tornei di categoria satellite, in seguito chiamati Futures, e dal 1991 fa parte dell'ATP Challenger Tour.
Era l'unico torneo professionistico giocato su terra gialla, ma nel 2024 gli organizzatori del torneo hanno cambiato superficie, passando alla più comune e diffusa terra rossa per aumentare la partecipazione, la visibilità e il prestigio nazionale del torneo.
Gerard Granollers Pujol detiene il record di titoli,  quattro, nel doppio. Mentre nel singolare Daniel Gimeno Traver e Roberto Carballés Baena primeggiano con 3 titoli a testa. Alberto Martín nel 1998 e Stefano Galvani nel 2001 si sono aggiudicati i titoli del singolare e del doppio.

## Albo d'oro

### Singolare
| Anno | Campione                              | Finalista                             | Punteggio                             |
| ---- | ------------------------------------- | ------------------------------------- | ------------------------------------- |
| 2024 | Roberto Carballés Baena (3)           | Daniel Altmaier                       | 6–3, 7–5                              |
| 2023 | Roberto Carballés Baena (2)           | Calvin Hemery                         | 6–3, 6–1                              |
| 2022 | Roberto Carballés Baena (1)           | Bernabé Zapata Miralles               | 6–3, 7–6(6)                           |
| 2021 | Pedro Martínez                        | Roberto Carballés Baena               | 6–4, 6–1                              |
| 2020 | Annullato per pandemia di coronavirus | Annullato per pandemia di coronavirus | Annullato per pandemia di coronavirus |
| 2019 | Alejandro Davidovich Fokina           | Jaume Munar                           | 2–6, 6–2, 6–2                         |
| 2018 | Kimmer Coppejans                      | Alex Molčan                           | 7–6(2), 6–1                           |
| 2017 | Félix Auger-Aliassime                 | Íñigo Cervantes                       | 6(4)–7, 6–3, 6–3                      |
| 2016 | Casper Ruud                           | Tarō Daniel                           | 6–3, 6–4                              |
| 2015 | Pedro Cachín                          | Pablo Carreño Busta                   | 7–5, 6–3                              |
| 2014 | Pablo Carreño Busta                   | Tarō Daniel                           | 6–4, 6–1                              |
| 2013 | Daniel Gimeno Traver (3)              | Stéphane Robert                       | 6–4, 7–6(2)                           |
| 2012 | Daniel Gimeno Traver (2)              | Tommy Robredo                         | 6–3, 6–2                              |
| 2011 | Daniel Gimeno Traver (1)              | Rubén Ramírez Hidalgo                 | 6–3, 6–3                              |
| 2010 | Albert Ramos Viñolas                  | Pere Riba                             | 6–3, 3–6, 7–5                         |
| 2009 | Pere Riba (2)                         | Albert Ramos Viñolas                  | 7–6(2), 6–2                           |
| 2008 | Pere Riba (1)                         | Enrico Burzi                          | 6–1, 6–3                              |
| 2007 | Frederico Gil                         | Pablo Andújar                         | 6–1, 6–3                              |
| 2006 | Iván Navarro                          | Héctor Ruiz-Cadenas                   | 6–3, 6–4                              |
| 2005 | Marco Mirnegg                         | Marcos Daniel                         | 6–3, 3–0 rit.                         |
| 2004 | Óscar Hernández                       | Alexander Waske                       | 7–5, 3–6, 6–4                         |
| 2003 | Luis Horna                            | Guillermo García López                | 6–0, 4–6, 6–3                         |
| 2002 | Olivier Mutis                         | Albert Portas                         | 6–3, 7–5                              |
| 2001 | Stefano Galvani                       | Todd Larkham                          | 6–2, 6–4                              |
| 2000 | Tommy Robredo                         | Óscar Serrano                         | 6(4)–7, 6–1, 6–4                      |
| 1999 | Sebastián Prieto                      | Jacobo Díaz                           | 4–6, 6–2, 6–1                         |
| 1998 | Alberto Martín                        | Davide Scala                          | 6–1, 5–7, 6–2                         |
| 1997 | Álex Calatrava                        | Álex López Morón                      | 6–2, 6–4                              |
| 1996 | Francisco Roig                        | Tamer El Sawy                         | 6–3, 6–4                              |
| 1995 | Dirk Dier (2)                         | Juan Luis Rascón Lope                 | 7–5, 6–2                              |
| 1994 | Gonzalo López Fabero                  | Paolo Canè                            | 6–4, 7–6                              |
| 1993 | Dirk Dier (1)                         | Oliver Fernández                      | 6–3, 6–3                              |
| 1992 | Mauricio Hadad                        | Kenneth Carlsen                       | 6–7, 6–3, 6–3                         |
| 1991 | Lars Koslowski                        | Tomas Nydahl                          | 6–2, 3–6, 7–6                         |

### Doppio
| Anno | Campioni                                          | Finalisti                                              | Punteggio                             |
| ---- | ------------------------------------------------- | ------------------------------------------------------ | ------------------------------------- |
| 2024 | Petr Nouza Patrik Rikl                            | George Goldhoff Fernando Romboli                       | 6–3, 6–2                              |
| 2023 | Alberto Barroso Campos Pedro Martínez (3)         | Sriram Balaji Fernando Romboli                         | 3–6, 7–6(5), [11–9]                   |
| 2022 | Román Andrés Burruchaga Facundo Díaz Acosta       | Nicolás Álvarez Varona Alberto Barroso Campos          | 7–5, 6(8)–7, [10–7]                   |
| 2021 | David Vega Hernández Mark Vervoort                | Javier Barranco Cosano Sergio Martos Gornés            | 6–3, 6(7)–7, [10–7]                   |
| 2020 | Annullato per pandemia di coronavirus             | Annullato per pandemia di coronavirus                  | Annullato per pandemia di coronavirus |
| 2019 | Gerard Granollers Pujol (2) Pedro Martínez (2)    | Kimmer Coppejans Sergio Martos Gornés                  | 7–5, 6–4                              |
| 2018 | Gerard Granollers Pujol (1) Pedro Martínez (1)    | Daniel Gimeno Traver Ricardo Ojeda Lara                | 6–0, 6–2                              |
| 2017 | Pedro Cachín Íñigo Cervantes (2)                  | Ivan Gakhov David Vega Hernández                       | 7–6(5), 3–6, [10–5]                   |
| 2016 | Íñigo Cervantes (1) Oriol Roca Batalla            | Ariel Behar Enrique López-Pérez                        | 6–2, 6–5 ritirati                     |
| 2015 | Wesley Koolhof Matwé Middelkoop                   | Marco Bortolotti Kamil Majchrzak                       | 7–6(5), 6–4                           |
| 2014 | Antal van der Duim Boy Westerhof                  | James Cluskey Jesse Huta Galung                        | 7–6(3), 6–4                           |
| 2013 | Alessandro Motti Stéphane Robert                  | Stephan Fransen Wesley Koolhof                         | 7–5, 7–5                              |
| 2012 | Nikola Ćirić Boris Pašanski                       | Stephan Fransen Jesse Huta-Galung                      | 5–7, 6–4, [10–6]                      |
| 2011 | Daniel Muñoz de la Nava (2) Rubén Ramírez Hidalgo | Gerard Granollers Pujol Adrián Menéndez Maceiras       | 6–4, 6(4)–7, [13–11]                  |
| 2010 | Daniel Muñoz de la Nava (1) Santiago Ventura (2)  | Nikola Ćirić Guillermo Olaso                           | 6–2, 7–5                              |
| 2009 | Treat Conrad Huey Harsh Mankad                    | Alberto Brizzi Simone Vagnozzi                         | 6–1, 7–5                              |
| 2008 | David Marrero Pablo Santos                        | Rogério Dutra da Silva Flávio Saretta                  | 2–6, 6–2, [10–8]                      |
| 2007 | Marcel Granollers (2) Santiago Ventura (1)        | Miquel Perez Puigdomenech José Antonio Sánchez-de Luna | 6–3, 6–3                              |
| 2006 | Pablo Andújar Marcel Granollers (1)               | Hugo Armando Carles Poch-Gradin                        | 4–6, 6–3, [10–8]                      |
| 2005 | Marcos Daniel Fernando Vicente                    | Flavio Cipolla Alessandro Motti                        | 6–2, 6(1)–7, 7–5                      |
| 2004 | Tomas Behrend Alexander Waske                     | Óscar Hernández Álex López Morón                       | 7–6(0), 7–6(2)                        |
| 2003 | Óscar Hernández Albert Portas                     | Enzo Artoni Sergio Roitman                             | 6–4, 4–6, 6–4                         |
| 2002 | Mariano Hood Luis Horna                           | Álex López Morón Albert Portas                         | 4–6, 6–1, 6–4                         |
| 2001 | Stefano Galvani Vincenzo Santopadre               | Marc López Santiago Ventura                            | 6–4, 6–4                              |
| 2000 | Marcelo Charpentier Jose Frontera                 | Eduardo Nicolas Germán Puentes                         | 7–5, 6–3                              |
| 1999 | Michael Kohlmann (2) Tuomas Ketola (2)            | Álex Calatrava Jose Imaz-Ruiz (2)                      | 4–6, 6–1, 6–3                         |
| 1998 | Alberto Martín Salvador Navarro                   | Edwin Kempes Rogier Wassen                             | 2–6, 7–5, 6–3                         |
| 1997 | Michael Kohlmann (1) Tuomas Ketola (1)            | Álex Calatrava Jose Imaz-Ruiz (1)                      | 4–6, 6–1, 6–3                         |
| 1996 | Ola Kristiansson Tom Vanhoudt (2)                 | Fabio Maggi Juan Antonio Marín                         | 6–0, 6–7, 6–1                         |
| 1995 | Tom Vanhoudt (1) Martijn Bok                      | Francisco Montana Claude N'Goran                       | 6–2, 6–2                              |
| 1994 | Emilio Benfele Álvarez (2) Jose Imaz-Ruiz (1)     | Patrick Bauer Torben Theine                            | 6–1, 6–3                              |
| 1993 | Emilio Benfele Álvarez (1) Jose Imaz-Ruiz (1)     | Steve Campbell John Yancey                             | 6–7, 6–1, 6–2                         |
| 1992 | Christer Allgårdh Tomas Nydahl                    | Sergio Cortés César Kist                               | 6–3, 6–2                              |
| 1991 | David Rikl Éric Winogradsky                       | Josef Čihák Tomáš Anzari                               | 6–1, 6–7, 6–3                         |